# Óriáslapu

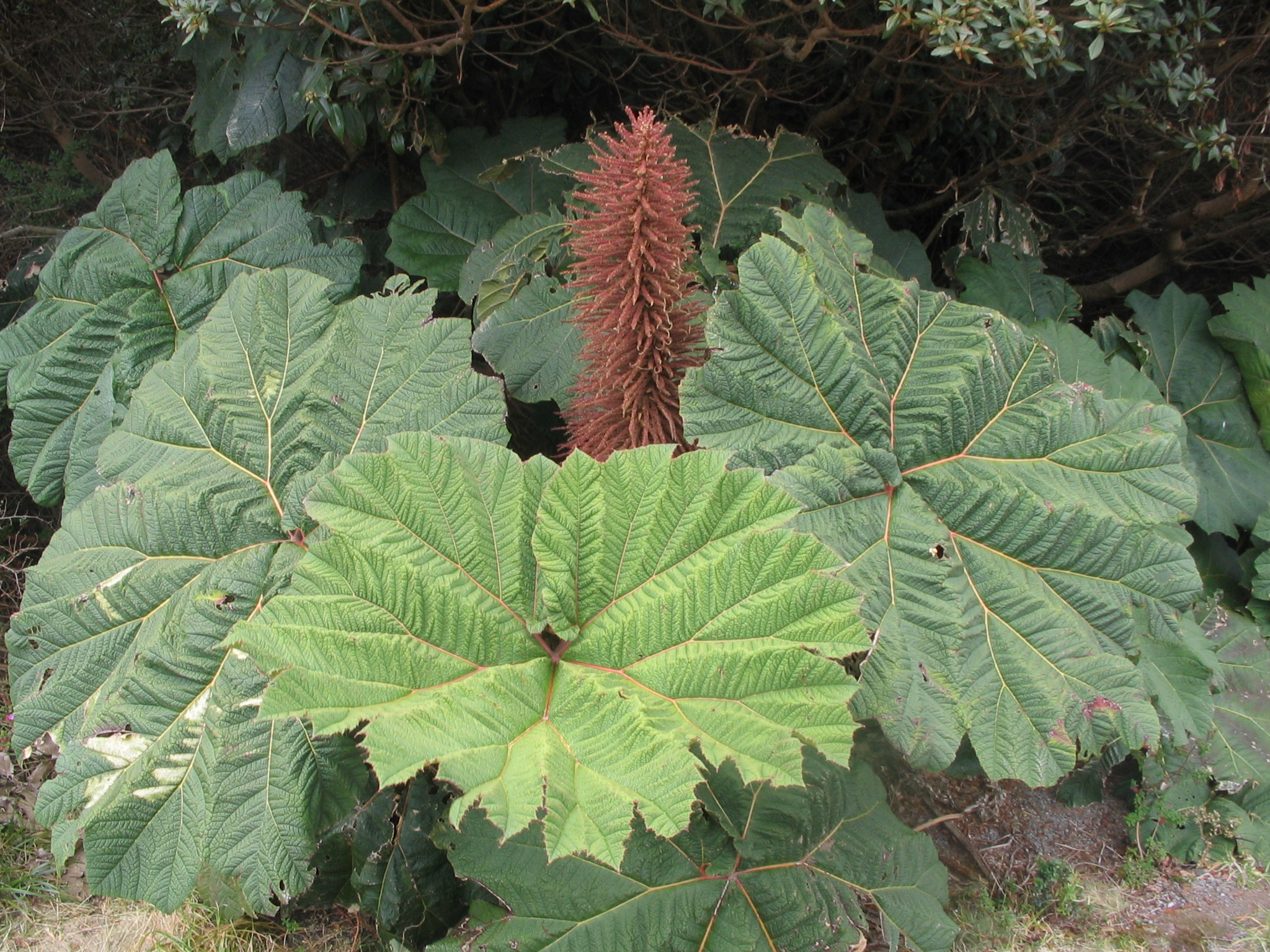
Gunnera insignis

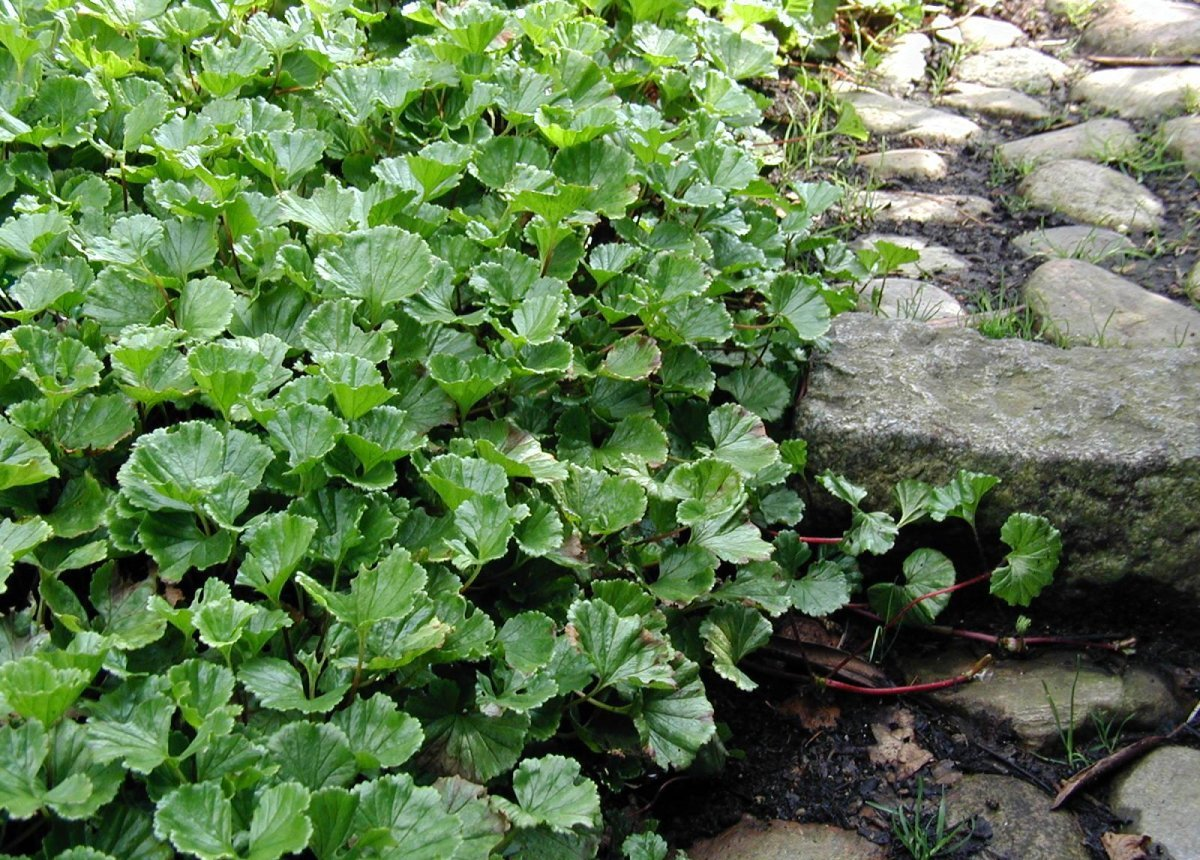
Gunnera magellanica

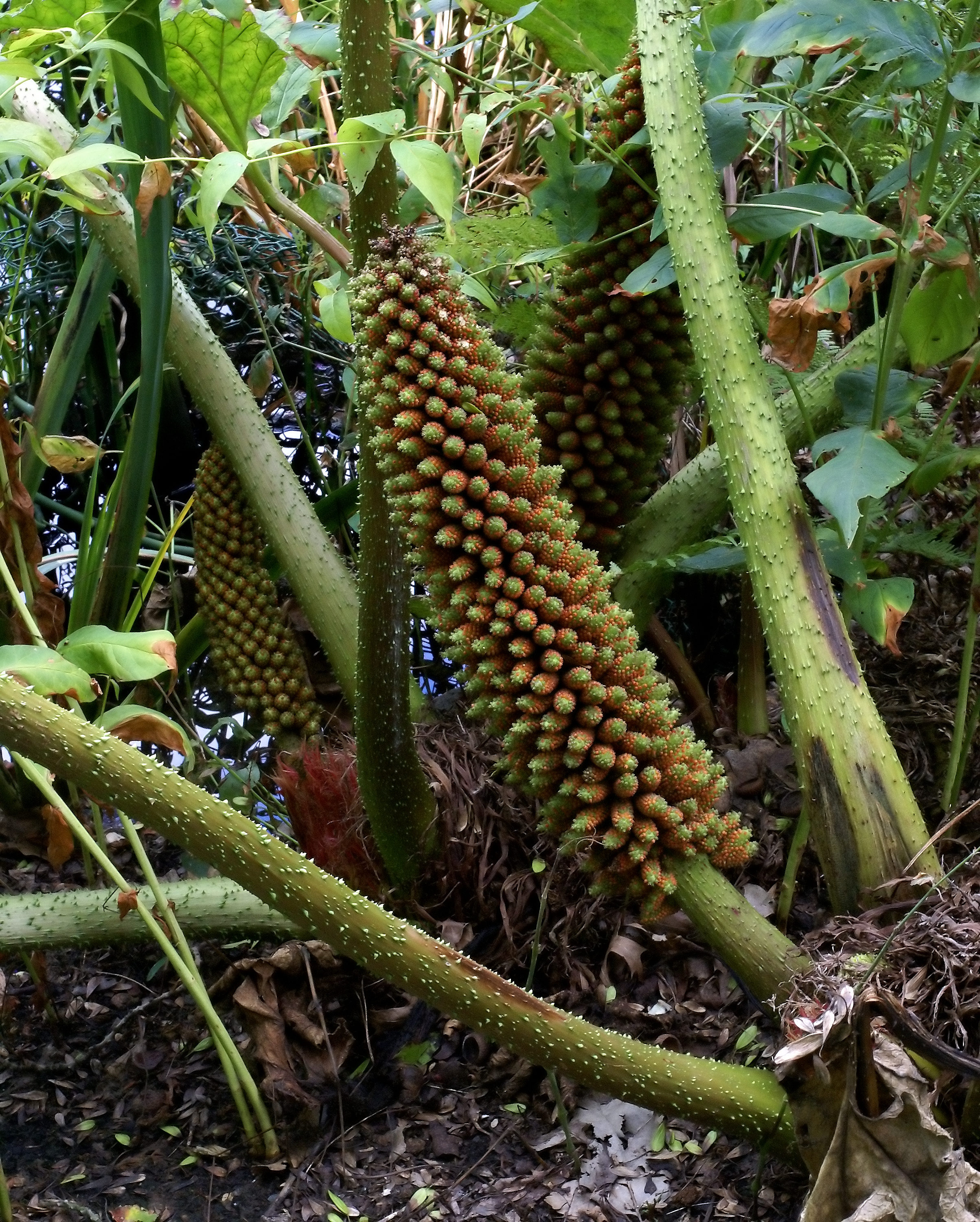
Gunnera manicata

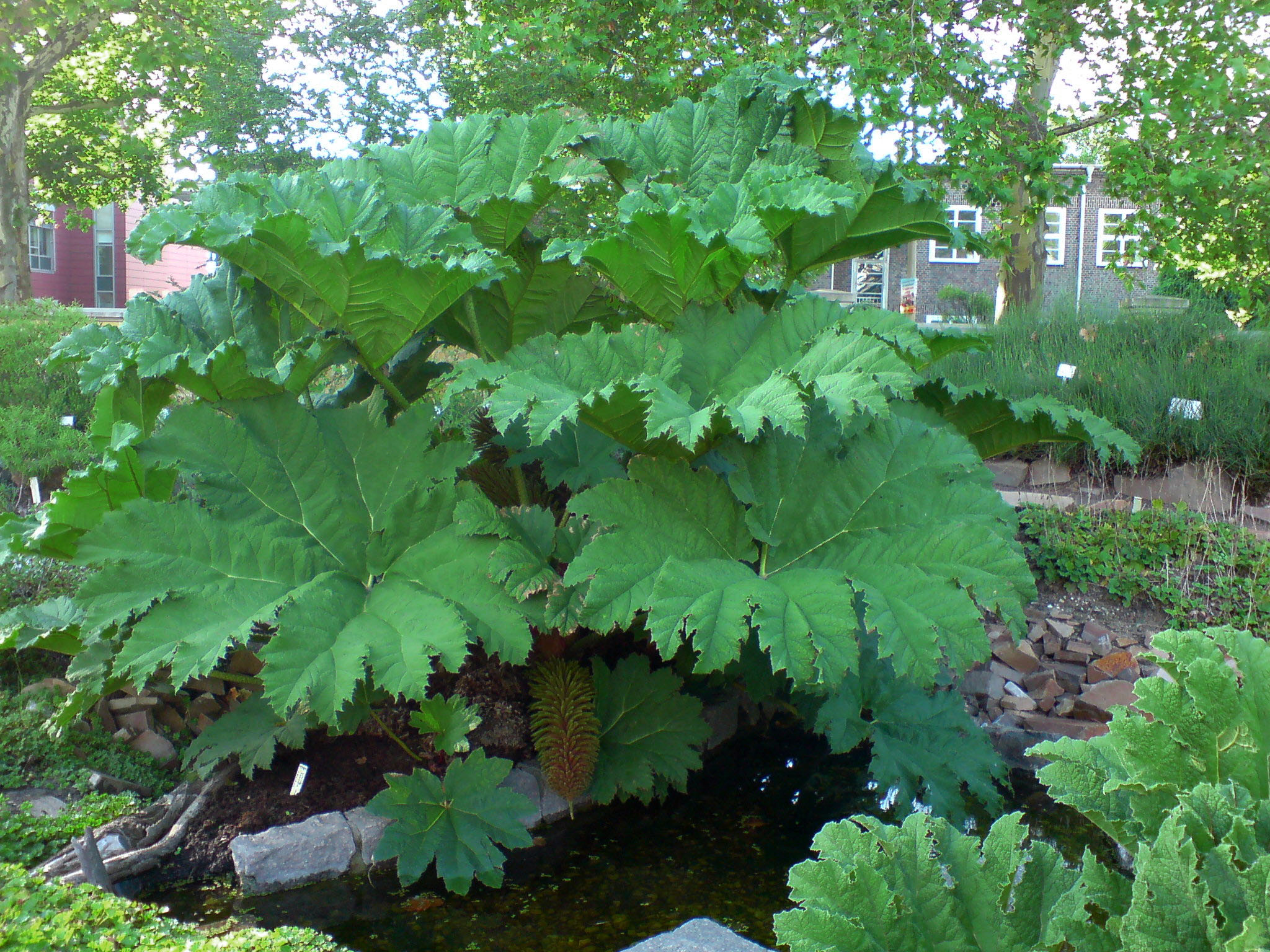
Gunnera manicata

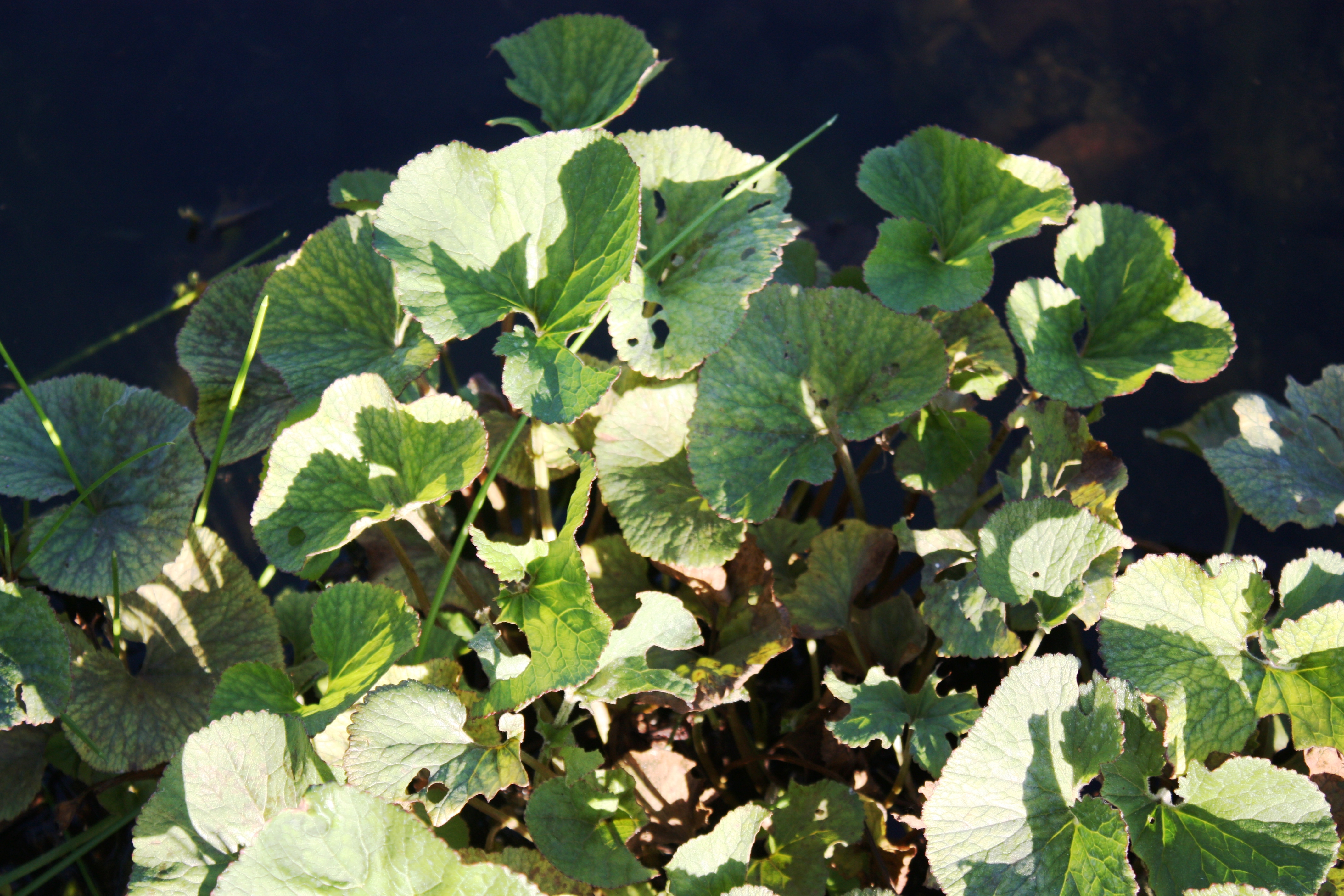
Gunnera perpensa

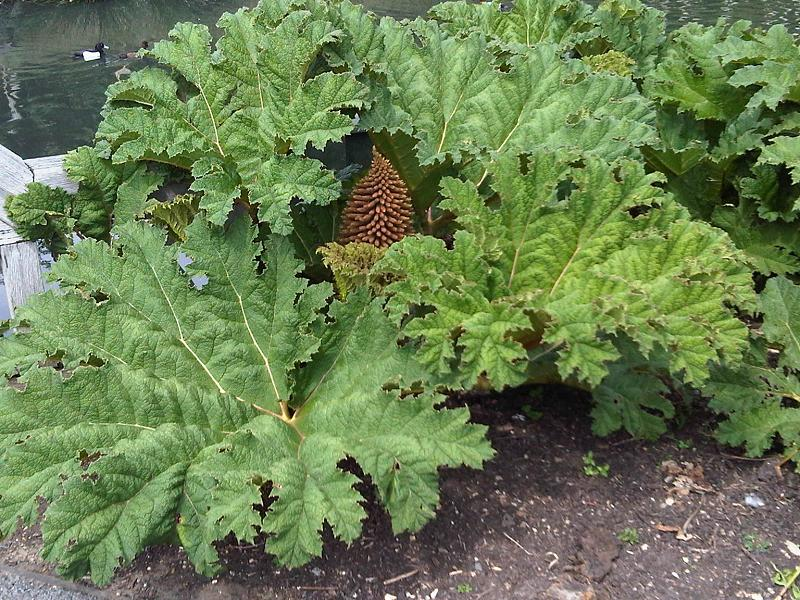
Gunnera tinctoria

Az óriáslapu (Gunnera) az óriáslapu-virágúak (Gunnerales) rendjébe tartozó óriáslapufélék (Gunneraceae) családjának egyetlen nemzetsége.
Egyes rendszerezések, mint például az APG II-rendszer a Myrothamnus nemzetséget is ebbe a családba sorolja. Az APG III-rendszer már viszont azt önálló családba, a Myrothamnaceae családba sorolja.
A család különböző méretű, zárvatermő, lágy szárú növényt tartalmaz.
A nemzetség, a család és a rend, a tudományos nevüket Johan Ernst Gunnerus norvég botanikusról kapták.

## Tudnivalók
A családba körülbelül 69 faj tartozik. Az egyik legnagyobb faj, a Gunnera manicata, amely Délkelet-Brazília hegyeiben, Serra do Mar-ban őshonos. Ennek a növénynek általában 1,5-2 méter szélesek a levelei és akár 3,4 méter hosszúak. A vastag levélnyél 2,5 méter hosszú is lehet. A nedves, és nem a mocsaras területeket kedveli. A 22-29 Celsius-fokos hőmérséklet a megfelelő ennek a növénynek.
Az alig kisebb Gunnera masafuerae a Chile partjához közeli Juan Fernández-szigeteken található meg. Skottsberg szerint, a növény levelei 2,9 méter szélesek és 1,5 méter hosszúak; a levélnyél 11 centiméter vastag. A közelben levő Alejandro Selkirk-szigeten élő Gunnera peltata, gyakran 5,5 méter magas törzsön nő, amely 25-30 centiméter vastag. Levelei 2 méter szélesek. A kolumbiai Andokban élő Gunnera magnificának vannak a legnagyobb levélrügyei; 60 centiméter hosszúak és 40 centiméter vastagok. A levélnyelek 2,7 méter hosszúak. Az apró, vörös virágokból álló hatalmas virágzat, 2,3 méter magas és 13 kilogramm tömegű. Egyéb Gunnera-fajok az újvilági trópusok flórabirodalmában és Hawaiin találhatók meg.
Néhány kisebb faj, Új-Zélandon is fellelhető, ilyen például a Gunnera albocarpa, amelynek 1-2 centiméter hosszúak a levelei. Egy másik kis méretű faj, az 5-9 centiméter széles levelű és 8-15 centiméter hosszú levélnyelű, dél-amerikai Gunnera magellanica.

## Cianobaktériális szimbiózis
Az összes óriáslapu-faj szimbiózisban él a Nostoc punctiforme cianobaktérium-fajjal. Ez a cianobaktérium képes megkötni a nitrogént. A baktérium a levélnyélen levő nyíláson jut a növénybe. A cianobaktérium nitrogént ad a növénynek, míg a növény szenet ad a baktériumnak. Ez a folyamat sejti szinten játszódik le, és egyedi a zárvatermők között. Éppen ezért a tudósok tanulmányozzák ezt a folyamatot, azért, hogy olyan módszereket hozzanak létre, amelyek megengedhetik a mezőgazdálkodást az olyan helyeken, ahol nincs megkötött nitrogén a talajban.

## Felhasználásuk
Az óriásrebarbara levélnyeleit, az emberek, Dél-Chilétől Argentínáig eszik. A növény e részét magára, salátákban, likőrökben és marmaládéként lehet fogyasztani. Leveleit a curanto nevű chilei hagyományos ételnél használják fel.
A Gunnera perpensát Afrika déli részén hagyományos orvosságként hasznosítják.

## Rendszerezésük
A családba és nemzetségbe az alábbi 69 faj tartozik:
- Gunnera aequatoriensis L.E.Moro
- Gunnera albocarpa (Kirk) Cockayne
- Gunnera annae Schindl.
- Gunnera antioquensis L.E.Moro
- Gunnera apiculata Schindl.
- Gunnera arenaria Cheeseman ex Kirk
- Gunnera atropurpurea L.E.Moro
- Gunnera berteroi Phil.
- Gunnera bogotana L.E.Moro
- Gunnera bolivari J.F.Macbr.
- Gunnera boliviana Morong. ex Rusby
- Gunnera bracteata Steud. ex Benn.
- Gunnera brephogea Linden & André
- Gunnera caucana L.E.Moro
- Gunnera colombiana L.E.Moro
- Gunnera commutata Blume
- Gunnera cordifolia (Hook.f.) Hook.f.
- Gunnera cuatrecasasii L.E.Moro
- Gunnera densiflora Hook.f.
- Gunnera dentata Kirk
- Gunnera diazii L.E.Moro
- Gunnera ecuadoriana Gilli
- Gunnera flavida Colenso
- Gunnera garciae-barrigae L.E.Moro
- Gunnera hamiltonii Kirk ex W.S.Ham.
- Gunnera hernandezii L.E.Moro
- Gunnera herteri Osten
- Gunnera insignis (Oerst.) Oerst.
- Gunnera x katherine-wilsoniae L.D.Gómez
- Gunnera kauaiensis Rock
- Gunnera killipiana Lundell
- Gunnera lobata Hook.f.
- Gunnera lozanoi L.E.Moro
- Gunnera macrophylla Blume
- Gunnera magellanica Lam.
- Gunnera magnifica H.St.John
- Gunnera manicata Linden ex Delchev.
- Gunnera margaretae Schindl.
- Gunnera masafuerae Skottsb.
- Gunnera mexicana Brandegee
- Gunnera mixta Kirk
- Gunnera monoica Raoul
- Gunnera morae Wanntorp & Klack.
- Gunnera peltata Phil.
- Gunnera perpensa L.
- Gunnera peruviana J.F.Macbr.
- Gunnera petaloidea Gaudich.
- Gunnera pilosa Kunth
- Gunnera pittieriana V.M.Badillo & Steyerm.
- Gunnera prorepens Hook.f.
- Gunnera reichei Schindl.
- Gunnera reniformis Ridl.
- Gunnera rheifolia Schindl.
- Gunnera saint-johnii (L.E.Moro) L.E.Moro
- Gunnera sanctae-marthae L.E.Moro
- Gunnera schindleri L.E.Moro
- Gunnera schultesii L.E.Moro
- Gunnera silvioana L.E.Moro
- Gunnera steyermarkii L.E.Moro
- Gunnera strigosa (Kirk) Colenso
- Gunnera tacueyana L.E.Moro
- Gunnera tajumbina L.E.Moro
- Gunnera talamancana H.Weber & L.E.Mora
- Gunnera tamanensis L.E.Moro
- Gunnera tayrona L.E.Moro
- óriásrebarbara (Gunnera tinctoria) (Molina) Mirb.
- Gunnera venezolana L.E.Moro
- Gunnera vestita Schindl.
- Gunnera quitoensis L.E.Moro

A következő három faj rendszertani helyzete bizonytalan, mivel vagy nem ebbe a nemzetségbe tartozik, vagy a fenti fajok szinonimája: Gunnera cuatrecasii L.E. Mora, Gunnera manicata Linden ex André és Gunnera umbraculifera Linden.

## Fordítás
- Ez a szócikk részben vagy egészben  a   Gunnera című angol Wikipédia-szócikk fordításán alapul.  Az eredeti cikk szerkesztőit annak laptörténete sorolja fel. Ez a jelzés csupán a megfogalmazás eredetét és a szerzői jogokat jelzi, nem szolgál a cikkben szereplő információk forrásmegjelöléseként.